# Rhodotypos scandens
Rhodotypos scandens là loài thực vật có hoa trong họ Hoa hồng. Loài này được (Thunb.) Makino miêu tả khoa học đầu tiên năm 1913.

## Hình ảnh

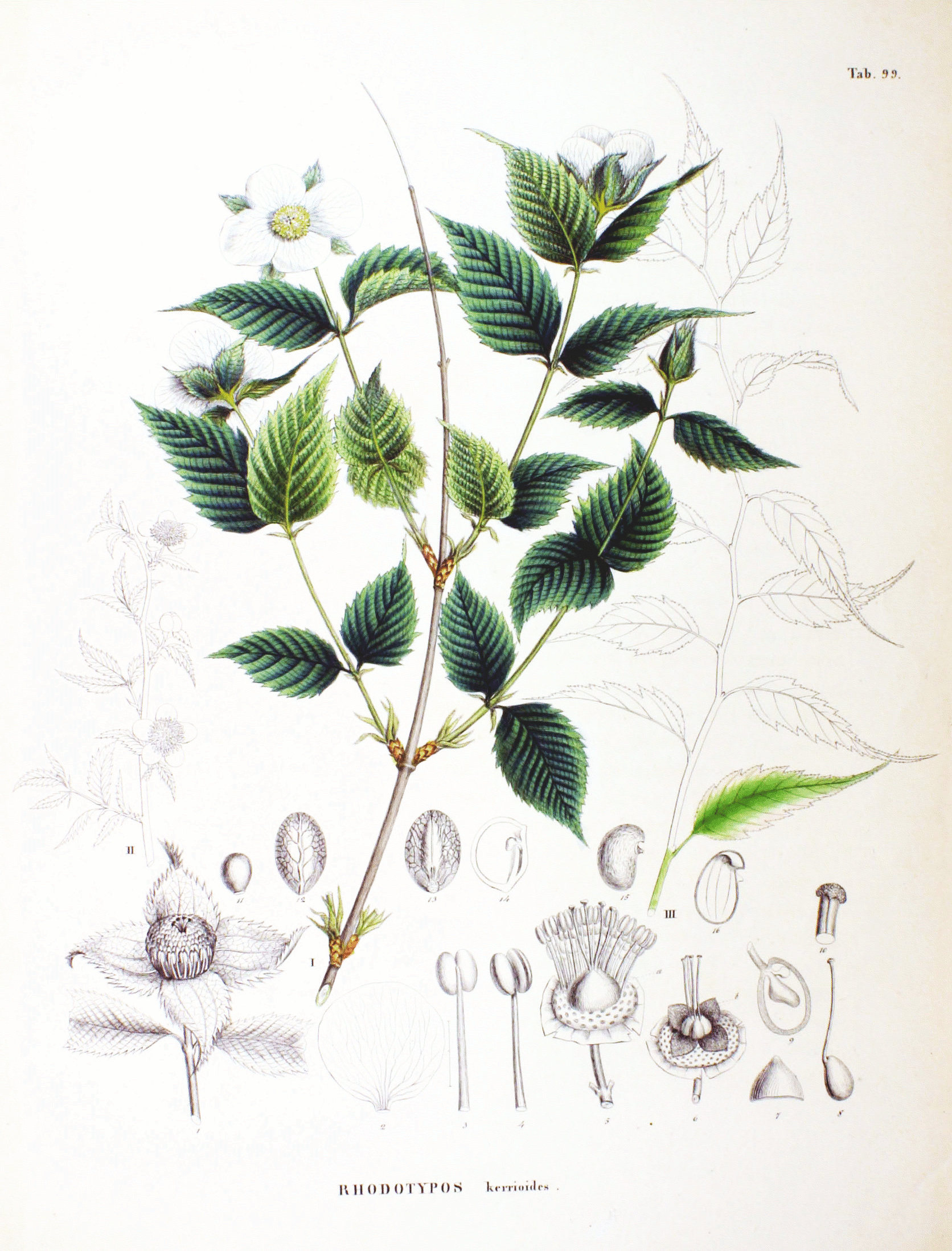
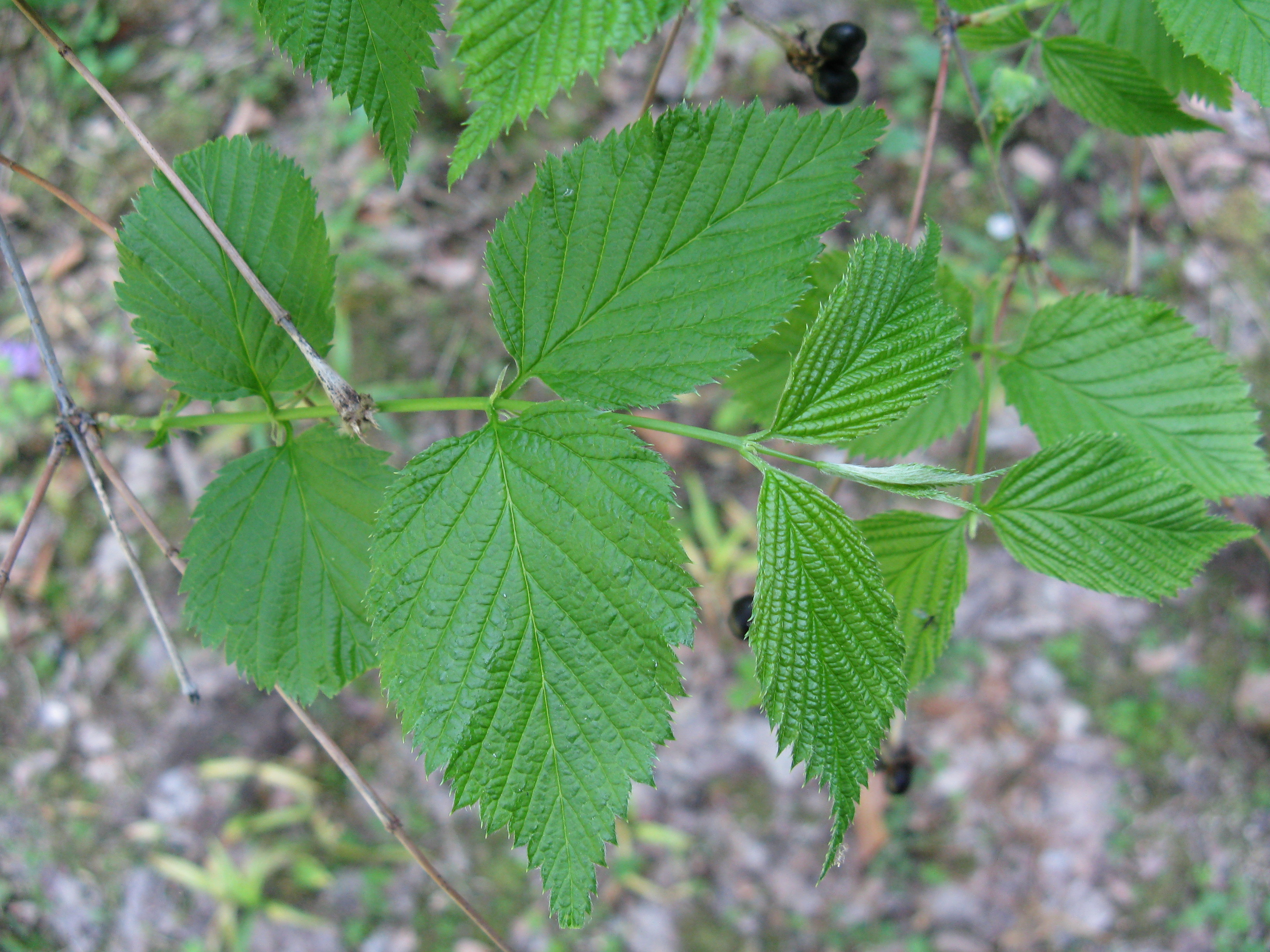
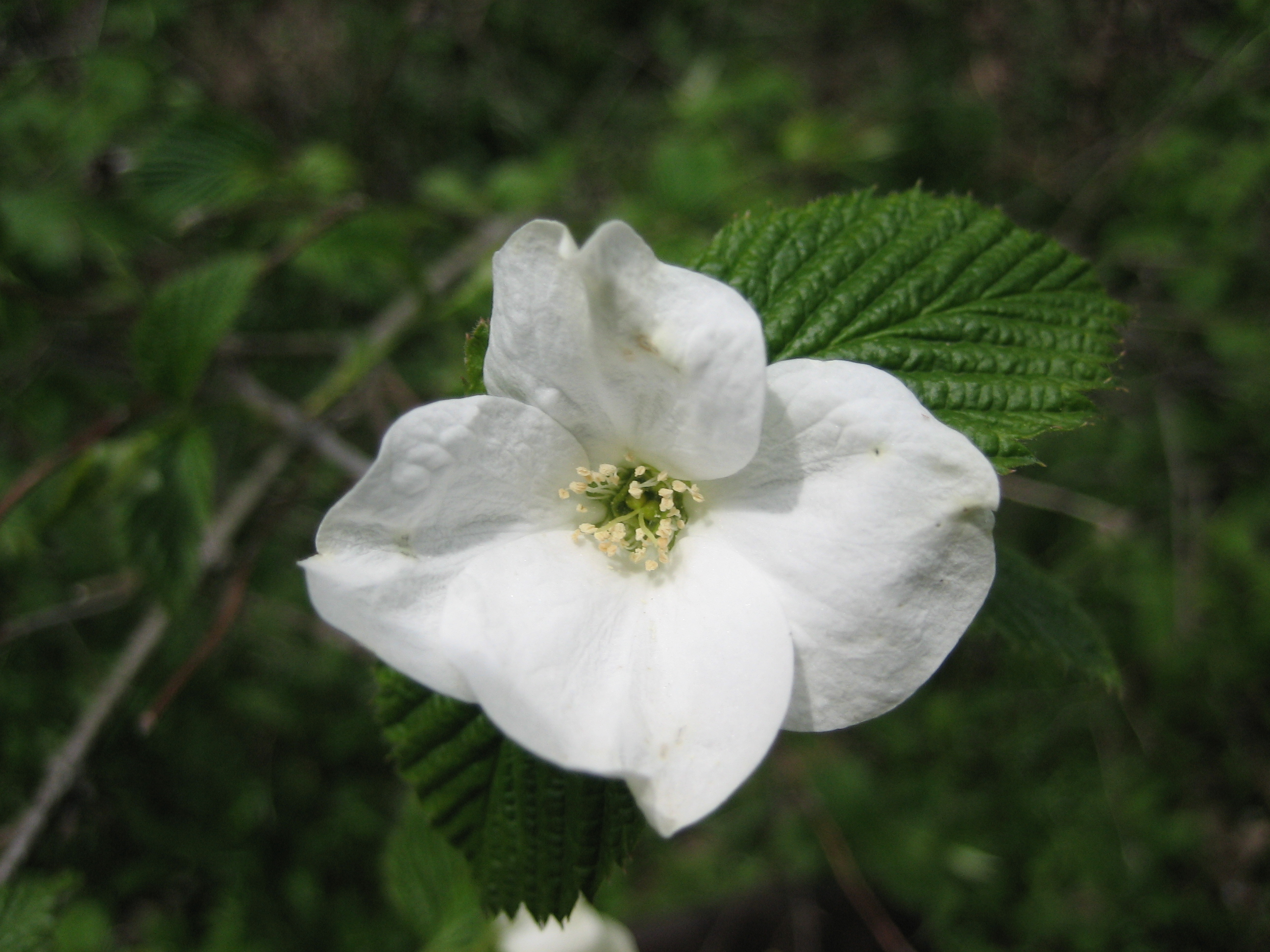
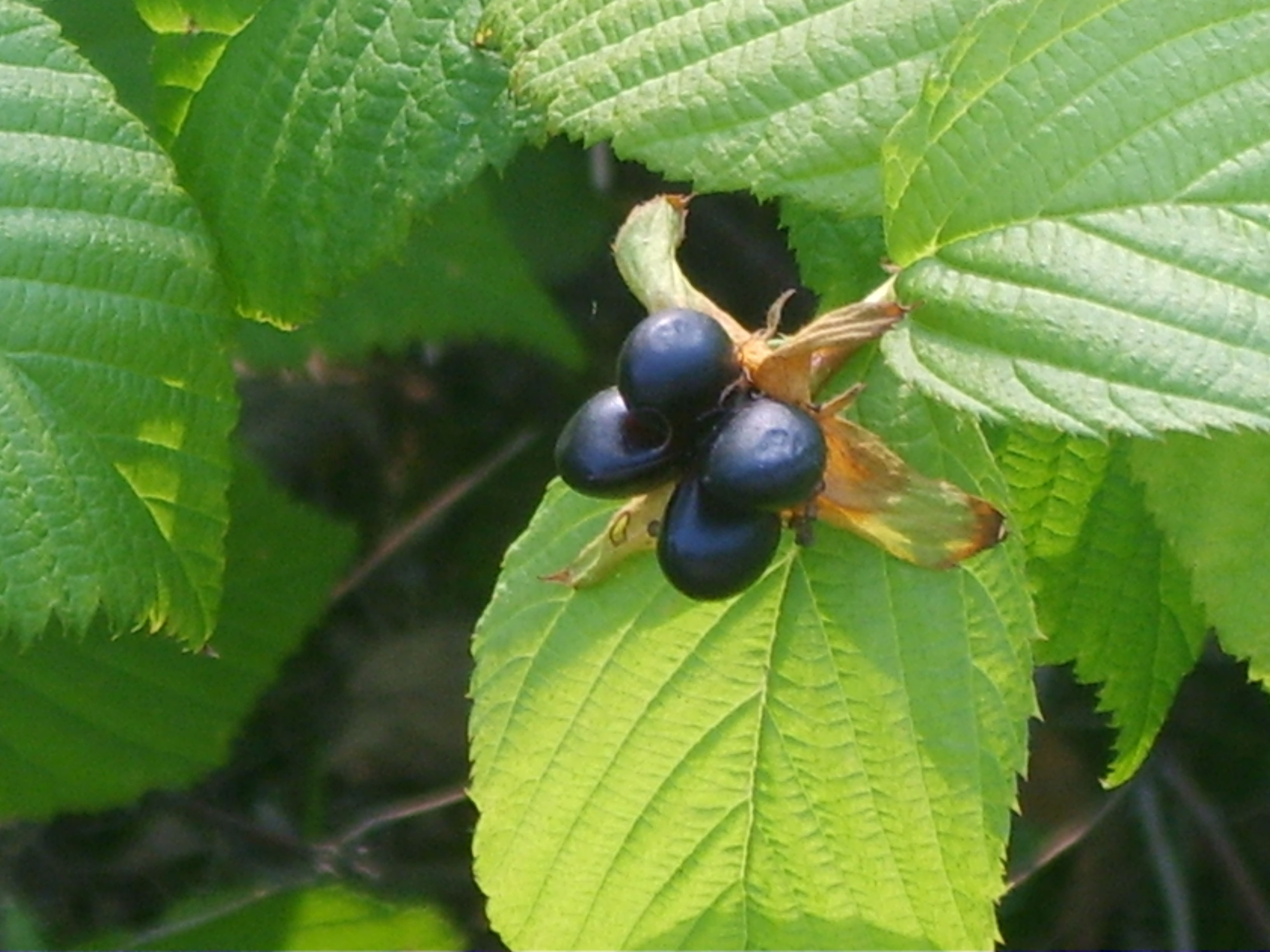
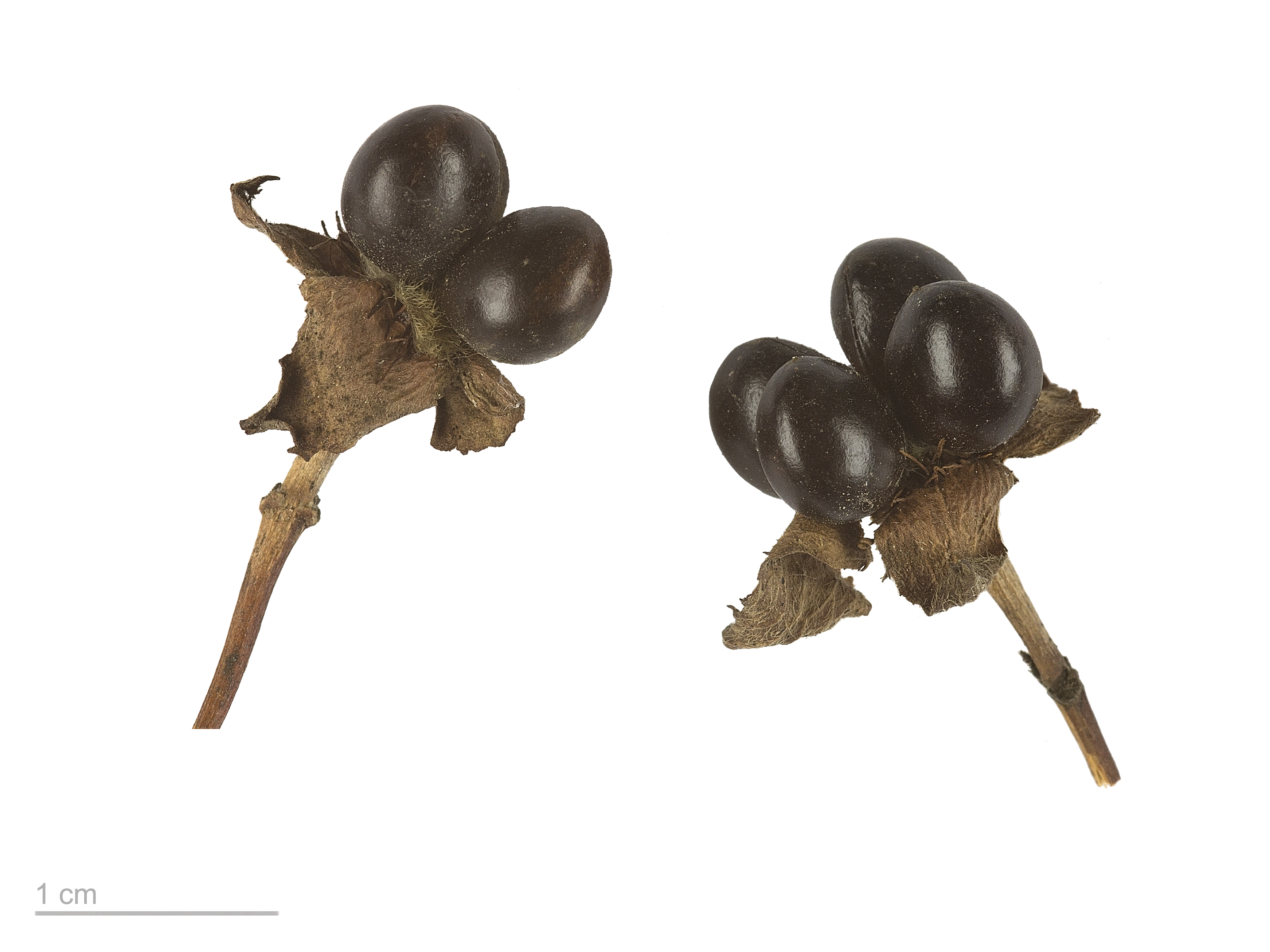
Rhodotypos scandens - Museum specimen
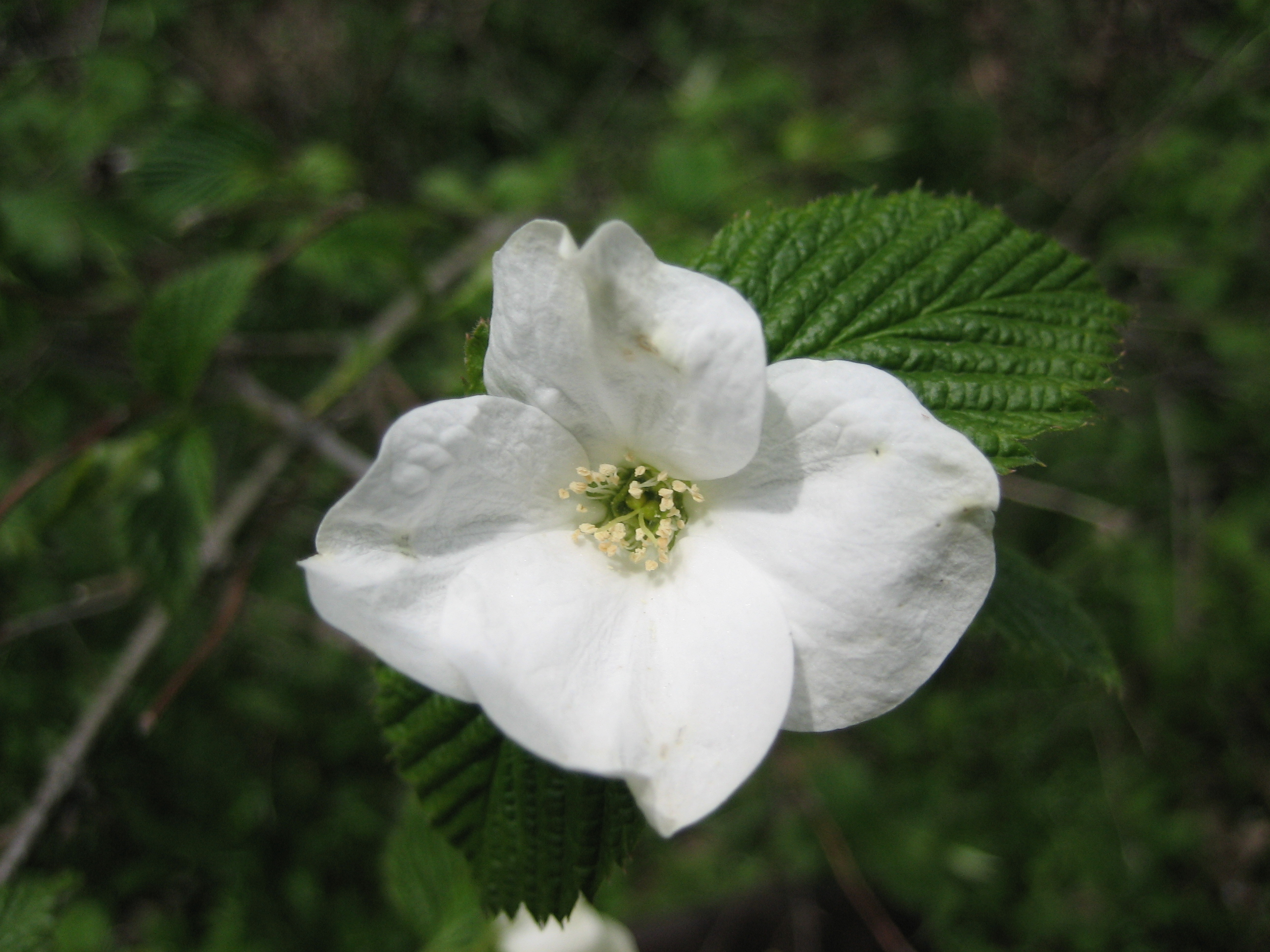
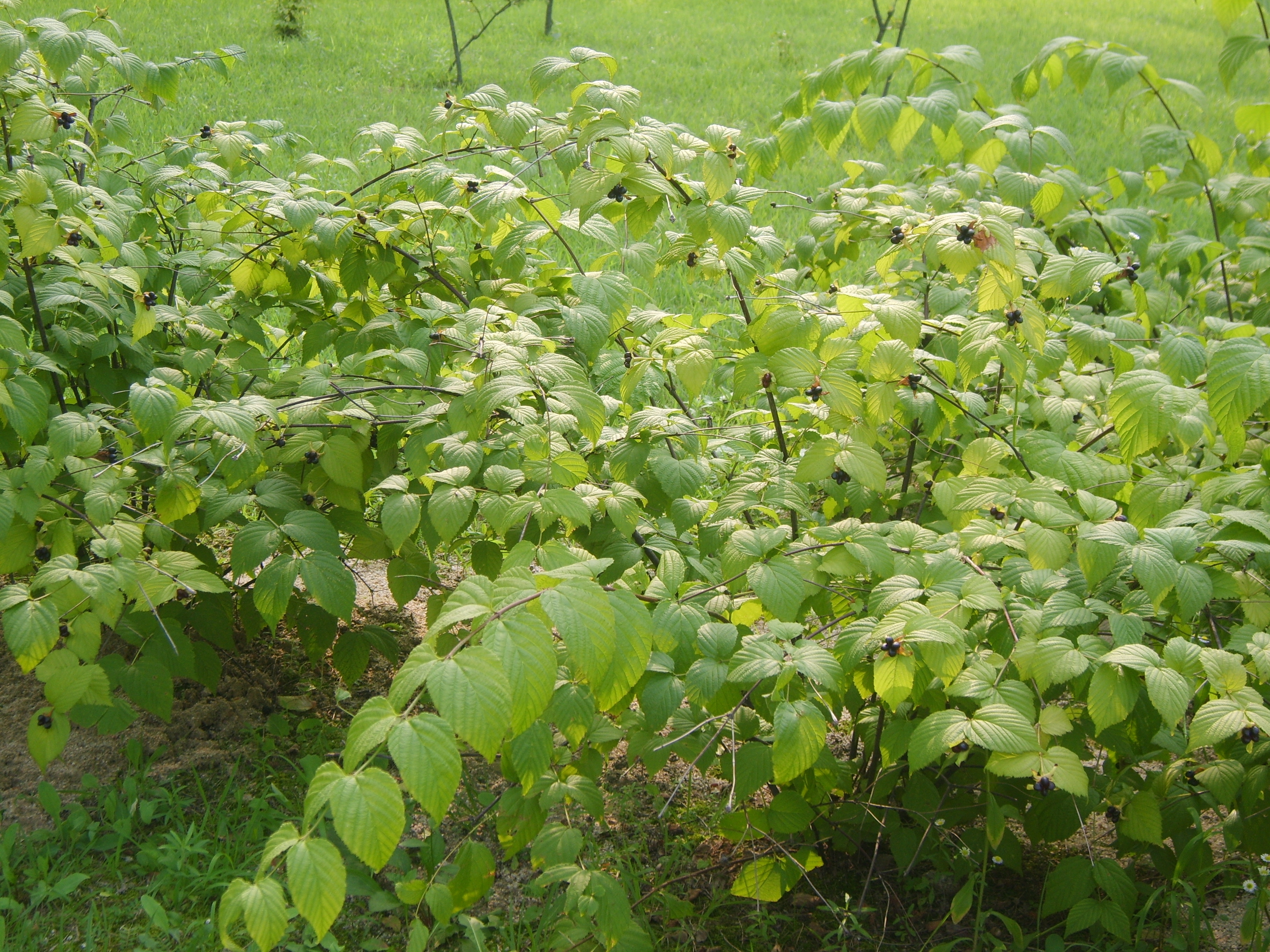
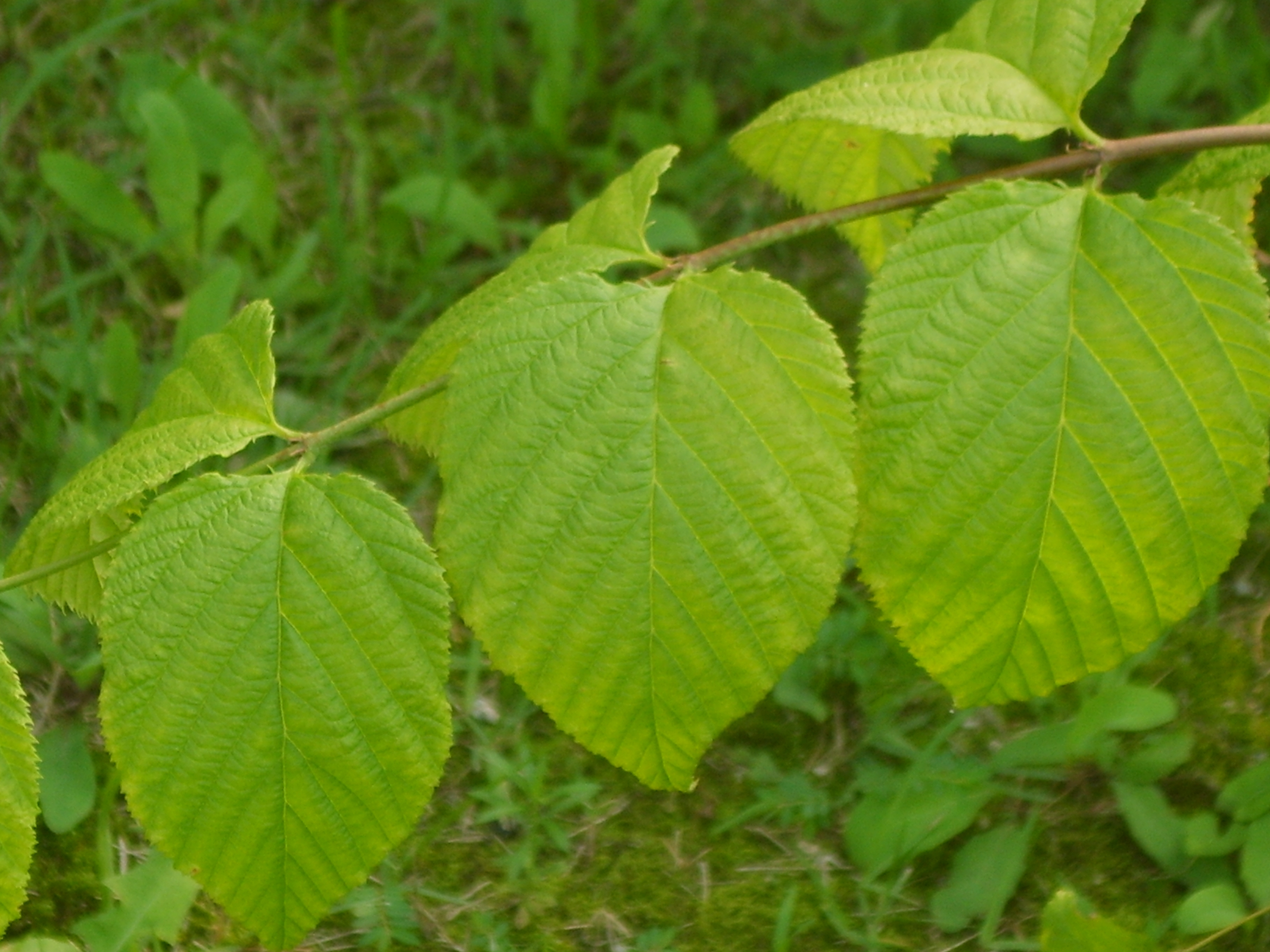